# Emmanuel Moire
Emmanuel Moire (Le Mans, 1979. június 16. –) francia születésű énekes, 2005-ben vált híressé a Le Roi Soleil című musicalnek köszönhetően, amit Dove Attia és Albert Cohen készített. A Le Mans-i születésű énekes, aki XIV. Lajost játszotta el a slágerlisták élére énekelte az Etre à la hauteur című dalt. A klipet rendezte Kamel Ouali koreográfus, aki egyébként a Le roi soleil készítésében is közreműködött. Emmanuelnek tulajdonítható a Mon Essentiel siker is, amit Benoît Pohel írt, a Kyo együttes tagja. 2006-ban aztán megjelentette első szólólemezét is, a La ou je pars-t.

## Élete
Emmanuel már fiatal korától a zene szerelmese volt. Az ikertestvére is hasonló érdeklődésű volt, és együtt kidolgoztak egy klasszikus francia repertoárt, megtanultak zongorázni és énekelni.
Emmanuel egyetemen is folytatta a zenélés, és a diploma megszerzése után rész vett Astaffort-ban, egy dalszerzői és előadói tanfolyamon. Manu a zongorázásnak és éneklésnek szentelte az életét, és már akkor is gyakran fellépett.
2004-ben meghívták a Le roi soleil (Napkirály) című musical főszerepére, így XIV. Lajost kellett eljátszania és elénekelnie. Ez különösen nagy feladat volt Emmanuel életében, ugyanis a színészmesterséget nem tanulta. Az első válogatáson csaknem 3000 jelentkező vett részt, a feladatuk az volt, hogy egy kötelező dalt (L’Hymne à l’amour), és egy választott dalt előadjanak. Emmanuel Richard Cocciante Marguerite című számát énekelte. A visszahívásnál már egy – a musicalben szereplő – dalt kellett elénekelniük, az Être à la hauteur-t, amiből később videóklip is készült. A második nagy siker a Mon essentiel lett, ami az eladási listák csúcsai ostromolta. A produkció hatalmas sikereket ért el Franciaországban, még 2006-ban is játszották. A musicalből készült CD a lemezeladási listák élén járt, így Emmanuel is országos sikerre tett szert.
A show sikere után 2006 novemberében Emmanuel elkészült első szólóalbumával, ami a La ou je pars (Ott, ahová indulok) címet viseli. A La Ou Je Pars-t nagyon jól fogadta a francia közönség, az egyik maxi, a "Le Sourire" (Mosoly) szerepelt a Billboard európai százas toplistáján. Az albumhoz egyébként nem kis nevek működtek közre: pl. Davide Esposito, aki a « Là où je pars »-t írta neki, vagy Pierre Jaconelli, aki írt már Zazie-nak és Calogerónak is.
Manu egyébként a továbbiakban sem volt tétlen. Rengeteget koncertezett, és részt vett az egyik AIDS elleni segélyakcióban is. Ennek tiszteletére számos zenésztársával leforgatták a L’or de nos vies (Életünk aranya) című klipet.
Ikertestvére, Nicolas elvesztése 2009 januárjában hatalmas törést jelentett az énekes számára.
Szexuális irányultságát a TÊTU francia melegmagazin 2009. októberi számában vállalta fel.